# Mile Jedinak
Michael John "Mile" Jedinak, född 3 augusti 1984 i Sydney, är en australisk före detta fotbollsspelare. Han har representerat Australien i landslagssammanhang.

## Karriär
Efter säsongen 2018/2019 lämnade Jedinak Aston Villa då hans kontrakt gick ut.